# Televideo Personal Mini PM/4T
Televideo Personal Mini PM/4T (Personal Mini PM/4T) је професионални рачунар фирме Televideo који је почео да се производи у САД током 1984. године.
Користио је Zilog Z80A + Intel 80186 микропроцесорску јединицу а RAM меморија рачунара је имала капацитет од 1024 KB (неки системи више или мање). 
Као оперативни систем кориштен је InfoShare OS (OEM верзија Netware).

## Детаљни подаци
Детаљнији подаци о рачунару Personal Mini PM/4T су дати у табели испод.
|                       |                                   |
| [ 1 ]                 |                                   |
| Произвођач            |                                   |
| Тип                   | професионални рачунар             |
| Меморија              | 1024 (неки системи више или мање) |
| Поријекло             | Сједињене Америчке Државе         |
| Година                | 1984                              |
| Тастатура             | непознато                         |
| Процесор              |                                   |
| Фреквенција процесора |                                   |
| RAM                   | 1024 (неки системи више или мање) |
| ROM                   | непознато                         |
| Текст                 | непознато                         |
| Графика               | непознато                         |
| Боја                  | непознато                         |
| Звук                  | непознато                         |
| Димензије             | непознато                         |
| Портови               |                                   |
| Оперативни систем     |                                   |